# VV Волка
VV Волка (лат. VV Lupi) — одиночная переменная звезда в созвездии Волка на расстоянии (вычисленном из значения параллакса) приблизительно 60399 световых лет (около 18519 парсеков) от Солнца. Видимая звёздная величина звезды — от +16,5m до +13,4m.

## Характеристики
VV Волка — красная пульсирующая полуправильная переменная звезда (SR) спектрального класса M. Эффективная температура — около 3326 K.